# Orthothuidium curtisetum
Orthothuidium curtisetum là một loài rêu trong họ Thuidiaceae. Loài này được D.H. Norris & T.J. Kop. mô tả khoa học đầu tiên năm 1985.